# Yankee Lake
Yankee Lake és una vila dels Estats Units a l'estat d'Ohio. Segons el cens del 2000 tenia 99 habitants.

## Demografia
Segons el cens del 2000, Yankee Lake tenia 99 habitants, 40 habitatges, i 31 famílies. La densitat de població era de 69,5 habitants per km².
Dels 40 habitatges en un 30% hi vivien nens de menys de 18 anys, en un 70% hi vivien parelles casades, en un 2,5% dones solteres, i en un 22,5% no eren unitats familiars. En el 22,5% dels habitatges hi vivien persones soles el 5% de les quals corresponia a persones de 65 anys o més que vivien soles. El nombre mitjà de persones vivint en cada habitatge era de 2,48 i el nombre mitjà de persones que vivien en cada família era de 2,9.
Per edats la població es repartia de la següent manera: un 21,2% tenia menys de 18 anys, un 3% entre 18 i 24, un 29,3% entre 25 i 44, un 32,3% de 45 a 60 i un 14,1% 65 anys o més.
L'edat mediana era de 44 anys. Per cada 100 dones de 18 o més anys hi havia 129,4 homes.
La renda mediana per habitatge era de 45.000 $ i la renda mediana per família de 50.000 $. Els homes tenien una renda mediana de 43.125 $ mentre que les dones 27.083 $. La renda per capita de la població era de 21.340 $. Aproximadament el 7,1% de les famílies i el 6,7% de la població estaven per davall del llindar de pobresa.

## Poblacions properes
El següent diagrama mostra les poblacions més properes.